# 史記事
史记事（1566年—？），字义伯，号莲勺，陕西西安府渭南县人，明朝政治人物。同进士出身。

## 生平
嘉靖丙寅年十二月二十七日生，治書经。万历二十二年甲午科陕西乡试第四名举人，二十三（1595年）联中乙未科會試第二百三十六名，三甲216名进士，吏部觀政，次年八月任山西山西介休知县，二十八年丁憂，三十一年補任榆次县，三十三年行取，离任后升兵部主事，三十六年八月考选云南道监察御史，巡视库藏、南城，三十八年巡按湖广，四十五年考察去职。
天啓二年（1622年）十月以荐起用为行人司左司副，四年正月升尚宝司丞，官至光禄寺少卿，後以東林黨被削籍。

## 著作
有《读易梦觉》九卷。

## 家族
曾祖史文章。祖史載民，巡检。父史東陛，省祭，敕封文林郎介休縣知縣。母王氏，敕贈孺人；继母南氏。严侍下。娶雷氏，敕贈孺人；继娶盧氏，封孺人；继娶戴氏。子若野（若玑）、若衡。